# Orchistoma nubiae
Orchistoma nubiae is een hydroïdpoliep uit de familie Orchistomidae. De poliep komt uit het geslacht Orchistoma. Orchistoma nubiae werd in 1984 voor het eerst wetenschappelijk beschreven door Bouillon. 